# Colona aequilateralis
Colona aequilateralis là một loài thực vật có hoa trong họ Cẩm quỳ. Loài này được (C.T.White & Francis) Merr. & L.M.Perry mô tả khoa học đầu tiên năm 1939.